# Саратовський ВТТ ГУЛЖДС
Саратовський ВТТ (рос. САРАТОВСКИЙ ИТЛ, Саратовлаг, Саратовстрой) — підрозділ, що діяв в системі виправно-трудових установ СРСР під оперативним керуванням ГУЛЖДС. На комплектування ВТТ з 25.01.42 були передані кадри, робоча сила та матеріально-тех. ресурси з Далекосхідних залізничних ВТТ і Саратовського буд-ва ямних ємностей для зберігання нафти та/або мазуту (Будівництва 1002). Начальник -  ст. лейт. ГБ Барабанов Василь Арсентійович.
Дислокація: Саратовська область, м. Саратов на 24.03.42;

м. Красноармійськ (п/я 303) на 17.08.42 і до закриття 11.09.42.

При закритті разом з Нижньо-Волзьким ВТТ та Управлінням БУДІВНИЦТВА ЗАЛІЗНИЦІ САРАТОВ-СТАЛІНГРАД увійшов до створюваного Приволзького ВТТ.

## Виконувані роботи
- буд-во ділянки залізниці Саратов-Сталінград від Саратова до Камишина,
- підсобне с/г.

## Чисельність з/к
- 01.07.42 — 24 231